# Josh Kelley
Pour les articles homonymes, voir Kelley.
Josh Kelley (né Joshua Bishop Kelley) est un auteur, compositeur et chanteur américain, né le 30 janvier 1980 à Augusta, Géorgie. Il est notamment connu pour avoir chanté dans les bandes-originales de plusieurs séries (Smallville) ou films (27 robes, Picture this)

## Biographie
C'est à l'âge de 11 ans que Josh Kelley commence sa carrière musicale. Avec son jeune frère, Charles Kelley, chanteur et membre du groupe Lady Antebellum, il crée un groupe nommé Inside Blue. Ce groupe a notamment sorti un CD composé de cinq chansons.
Josh Kelley est diplômé d'Art à l'Université du Mississippi à Oxford (Mississippi).
En 2005, lors du tournage de son clip Only You, le chanteur rencontre Katherine Heigl qui deviendra sa femme le 22 décembre 2007. Il a une fille adoptive Nancy Leigh Kelley avec  Katherine Heigl, sa femme.
En Avril 2012, ils décident d'adopter à nouveau une petite fille, qu'ils prénomment Adalaide Marie Hope Kelley.
En juillet 2016, ils annoncent attendre leur premier enfant biologique, un petit garçon prévu pour janvier. Le 20 décembre 2016, Katherine Heigl donne naissance à leur fils Joshua Bishop Kelley Jr..

## Albums
- 2003 - For the Ride Home
- 2004 - For The Ride Home (version 2 CD)
- 2005 - Almost Honest
- 2006 - Just Say The Word
- 2008 - Special Company
- 2008 - Backwoods
- 2008 - To Remember

## Singles
- 2003 - "Amazing"
- 2004 - "Everybody Wants You"
- 2005 - "Only You"
- 2005 - "If I Were An X-Man"
- 2005 - "Almost Honest"
- 2006 - "Get With It"
- 2006 - "Pop Game"
- 2006 - "Just Say The Word"
- 2008 – "Unfair"
- 2009 - "To Remember"
- 2010 - "Georgia Clay"